# Stephen Faulkner
Pour les articles homonymes, voir Faulkner.
Vous pouvez aider à l'améliorer ou bien discuter des problèmes sur sa page de discussion.
- Cet article biographique nécessite des références supplémentaires pour assurer sa vérifiabilité. (Marqué depuis juillet 2019)
- Il n’est pas rédigé dans un style encyclopédique. (Marqué depuis juin 2020)

- Archive Wikiwix
- Bing
- Cairn
- DuckDuckGo
- E. Universalis
- Gallica
- Google
- G. Books
- G. News
- G. Scholar
- Persée
- Qwant
- (zh) Baidu
- (ru) Yandex
- (wd) trouver des œuvres sur Wikidata

Stephen Faulkner, né en 1954 à Montréal, est un auteur-compositeur-interprète prénommé familièrement Steve.

## Biographie
D'abord guitariste et aussi pianiste, comme son père, Faulkner accompagne sur scène le chansonnier Plume Latraverse autour de 1973-74. Faulkner doit le surnom de Cassonade à Plume, qui l'a ainsi surnommé en raison de ses favoris plutôt rouquins à l'époque.
Faulkner participe à l'album Plume pou digne de Latraverse, en 1974.
En 1975, les deux musiciens signent Pommes de route, un album qui comprend plusieurs titres devenus des classiques : La 20, Jonquière, Hold up, Ma porte de shed, Pleine Lune et U.F.O.
En 1978, Stephen Faulkner enregistre un premier album solo : Cassonade, qui contient sa célèbre chanson, Si j'avais un char.
En 1980, il publie À cheval donné, on r'garde pas la bride, aux accents country, mais légèrement plus rock que l'album précédent. Faulkner peut compter sur la collaboration d'invités prestigieux. Jean Millaire, Michel Lamothe, Roger Belval et Marjo du groupe Corbeau, Michel Rivard, Réal Desrosiers et Michel Hinton de Beau Dommage, Christiane Robichaud, France Castel et Louise Forestier aux chœurs, etc.  Une chanson se démarque plus particulièrement, Doris, une ballade country-rock sur les difficultés du métier de chanteur de club, un thème qui inspire Faulkner.
Les années 1980 sont assez difficiles sur le plan discographique. Le Rap du pape, une chanson qui évoque avec dérision la visite du pape Jean-Paul II à Montréal en 1984, est retirée du marché par sa compagnie de disques.
Au milieu des années 80 il fait deux séjours en France. Il est l'invité de Jean-Louis Foulquier dans Pollen sur France Inter.
Au début des années 1990, il donne quelques séries de spectacles en France. La chanson Un cowboy à Paris témoigne de son « expérience » française.
En 1992, après une longue éclipse sur disque, il revient avec Caboose. Le disque contient la chanson Cajuns de l'an 2000, qui tisse des parallèles entre l'histoire du peuple acadien (déporté jusqu'en Louisiane) et la situation politique des Québécois. Pierre Flynn anciennement du groupe Octobre à l'orgue Hammond B3 et aux chœurs, Rick Haworth et Jean Millaire à la guitare, Dan Bigras au piano ont tous joué sur cet album. 
En 1995, l'anthologie Si j'avais un char remet en circulation l'ensemble de sa production de 1975 à 1992. Cet été-là, il retrouve Plume pour un concert-anniversaire de Pommes de route, sur la scène du Spectrum de Montréal, dans le cadre des FrancoFolies de Montréal.
En 2000, il revient sur disque avec Tessons d'auréole. L'album comprend le suave swing La Perle rare de même que L'Étoile vagabonde, une suite, ni plus ni plus moins, de la chanson Doris.
En 2002, Stephen Faulkner rapatrie tout son catalogue chez La Tribu, étiquette de disques que dirige le flegmatique Claude Larivée (président de l'ADISQ à partir de 2007). Depuis, Cass a publié deux nouveaux albums chez La Tribu, dont Capturé vivant (un live), enregistré au cabaret Juste pour rire en 2002.
En 2004, il revient avec Les Cheminots pour son album Train De Vie, sur lequel on retrouve aussi Antoine Gratton aux claviers et Éloi Painchaud à la guitare 12 cordes, à l'harmonica et aux chœurs.

## Discographie (albums originaux)
- Cassonade, 1978  (Parapluie, PAR-11801)
- À cheval donné on r'garde pas la bride, 1980  (Kébec Disc, KD-983)
- Caboose, 1992  (Faucon Blanc, FB-1001-2)
- Si j'avais un char - Anthologie 1975-1992,  1995 (DisQuébec, QUÉ-2-1101)
- Tessons d'auréole,  2000  (Impresarii, IMP-01)
- Capturé vivant, 2002  (La Tribu, TRICD-7204)
- Train de vie - Stephen Faulkner et les Cheminots, 2004  (La Tribu, TRICD-7230)

## Film
Il participe au film documentaire Au Chic resto pop (ONF 1990) et signe toutes les musiques de cette œuvre réalisée par Tahani Rached.
Un documentaire intitulé J'm'en va r'viendre de Sarah Fortin paraît en 2011 (film en N&B de 1h27 produit par NITRO Films). Avec un tournage qui s'étend sur deux ans (de l'hiver 2009 à l’automne 2010), ce film suit l’auteur-compositeur-interprète alors qu’il reprend la route (après une longue pause) pour se produire dans des petites salles du Québec.  L'accompagne un groupe de jeunes musiciens sous la direction de Carl Prévost.  Un « road movie » donc, avec ses hauts et ses bas, le manque d'inspiration, voire le découragement...  Un portrait sans complaisance mais combien sincère du rocker sans plan de carrière.

## Vie privée
- 1986 : naissance de son fils William.
- 1991 : naissance de sa fille Alice.

## Honneurs
- 1993 - Félix, ADISQ, album country de l'année, pour son album Caboose[1]
- 2001 - Félix, ADISQ, auteur-compositeur de l'année[1]